# Coupé (hippomobile)
Pour les articles homonymes, voir Coupé.

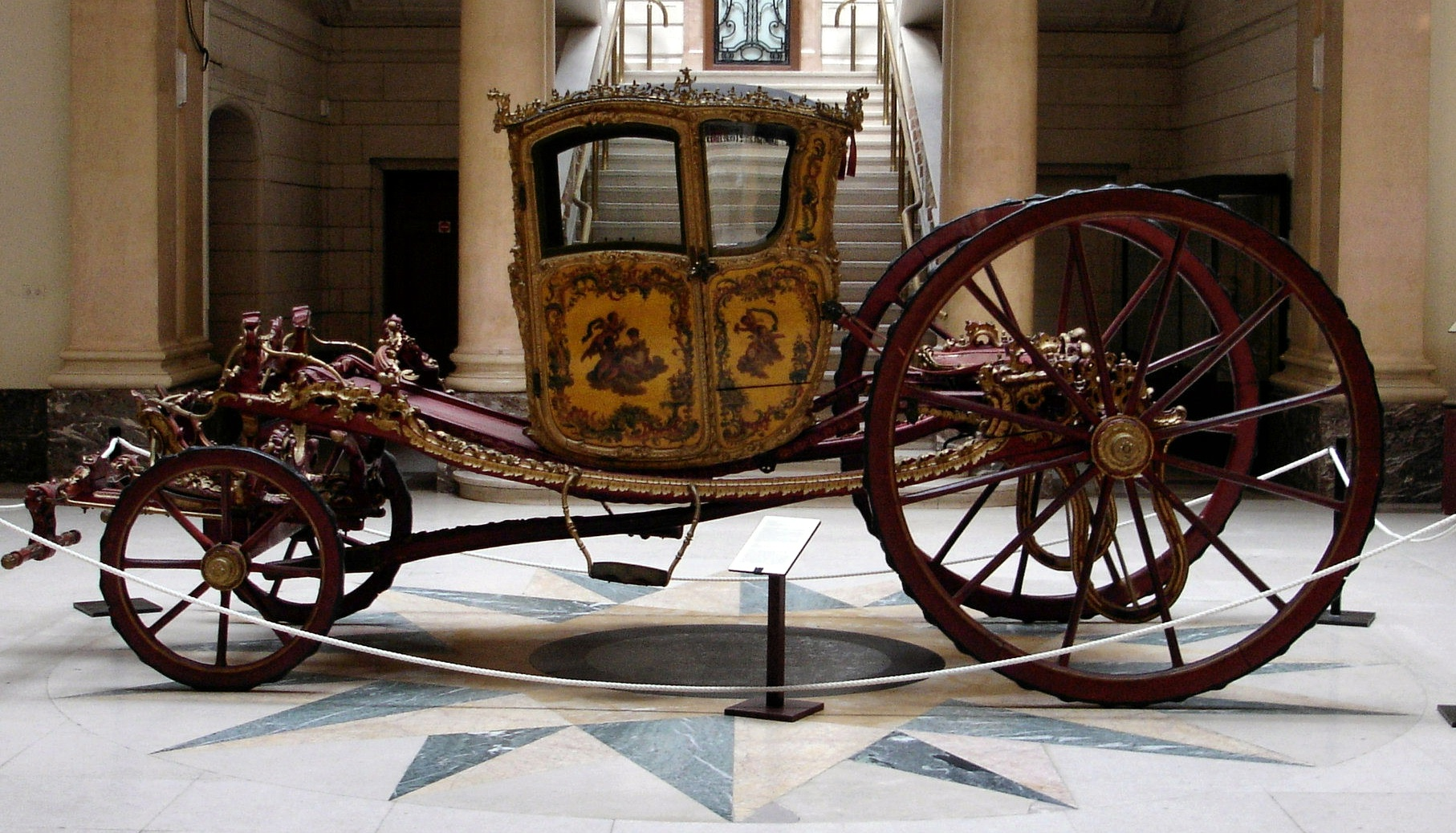
Carrosse coupé de gala

Un coupé est une voiture hippomobile dont les origines, et donc les caractéristiques, peuvent être diverses. Comme son nom le laisse entendre, il s'agit d'une voiture qui a été raccourcie (« coupée ») de manière à diminuer son encombrement et réduire de ce fait le nombre de places disponibles, c'est-à-dire généralement, supprimer les deux places avant. Le coupé a donc deux places, plus le siège du cocher. Les premiers coupés ont été des carrosses ou des berlines, puis d'autres types de voitures ont eu leur version coupé. À l'origine, le coupé a été appelé berlingot.
Le grand coupé rond constitue la première forme courante de cette voiture. Vers 1830, apparaît le petit coupé carré, à quatre roues, à caisse fermée de forme carrée, avec un siège pour deux passagers. Le siège du cocher, à l'avant et à l'extérieur, repose sur un coffre. Le petit coupé est suspendu sur deux ressorts pincettes à l'avant et à demi-pincettes à l'arrière, reliés par un ressort transversal. Le petit coupé est le modèle du fiacre français. En 1838, les carrossiers anglais Robinson & Cook en feront le brougham.
Le coupé de ville était une voiture à deux places, de prestige, réservée aux cérémonies. 

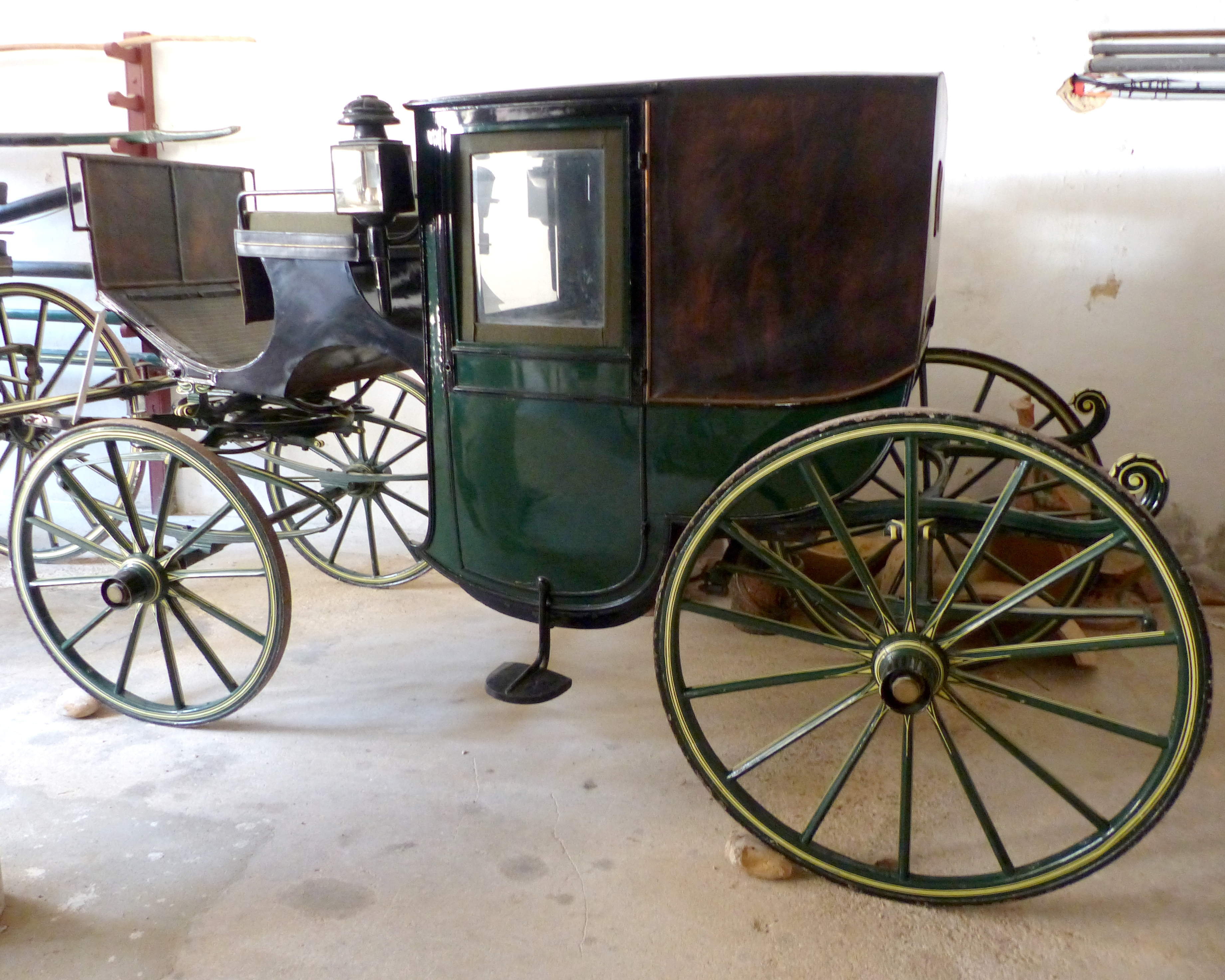
Coupé de ville de la famille Sabatier d'Espeyran

Le coupé-mail dérivait du mail coach, nom anglais de la malle-poste et par extension d'une sorte de diligence, et en conservait les sièges extérieurs et les coffres.
Le coupé trois-quarts était un coupé auquel on avait ménagé une avance (en avant de la caisse) pour offrir deux petites places, ou une banquette étroite.
Le landaulet est la forme coupé du landau. Il existait aussi des landaulets trois-quarts.
La désobligeante était un coupé qui n'offrait à l'intérieur qu'une seule place.
Le dorsay est un coupé à double suspension de forme bateau.
Le coupé désigne la partie avant d'une voiture composite, comme la diligence.
Le coupé a donné son nom à un type de carrosserie automobile : voir coupé.

## Sources
Joseph Jobé, Au temps des cochers, Lausanne, Edita-Lazarus, 1976.  (ISBN 2-88001-019-5)